# Spirydion Koiszewski

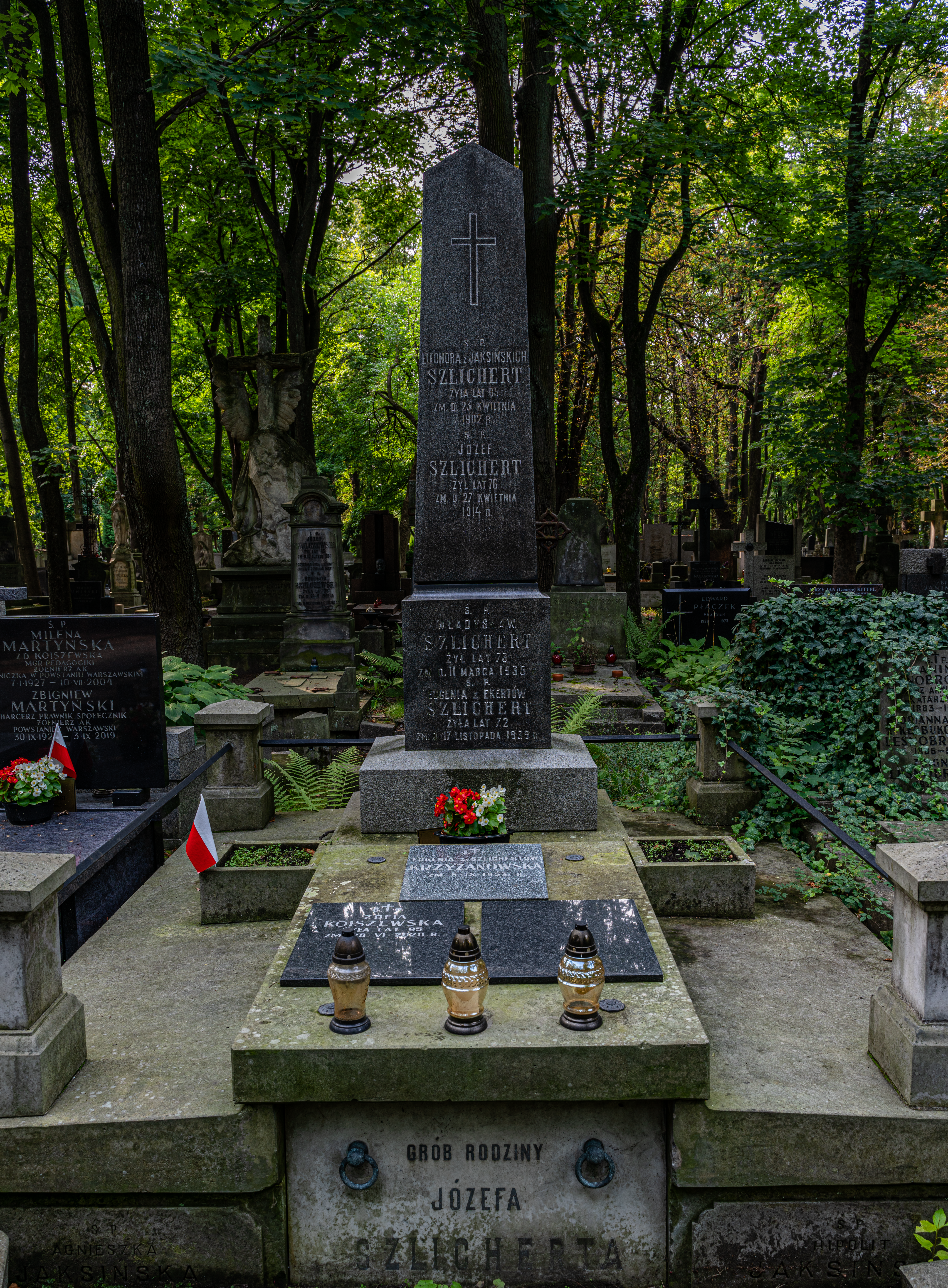
Grób Spirydiona Koiszewskiego na cmentarzu Powązkowskim

Spirydion Stanisław Koiszewski, ps. „Topór” (ur. 15 listopada 1886 w Warszawie, zm. 19 maja 1978 tamże) – pułkownik kawalerii Wojska Polskiego.

## Życiorys
Urodził się 15 listopada 1886 w rodzinie Mikołaja (1850–1914), oficera armii carskiej i Jadwigi Karoliny z Kraszewskich (1857–1944). W 1904 ukończył 7-letnią Szkołę Kadetów, następnie w 1906 Mikołajewską Szkołę Kawalerii w Petersburgu. Po jej ukończeniu został oficerem w armii carskiej, po 1917 wstąpił w szeregi tworzonego na Syberii Wojska Polskiego. W latach 1918–1919 pełnił funkcje przedstawiciela wojsk polskich przy sztabie głównego dowództwa wojsk rosyjskich i sprzymierzonych sił francuskich atamana Siemionowa. Uczestnik wojny polsko-bolszewickiej, dwukrotnie ranny. Po bitwie pod Zasławiem (23 września 1920) objął dowództwo nad 5 Pułkiem Ułanów Zasławskich i 26 maja 1921 przyprowadził pułk na stałą kwaterę do Ostrołęki, gdzie dowodził nim do 23 stycznia 1925. Następnie przeniesiony do 25 Pułku Ułanów Wielkopolskich w Prużanie, gdzie funkcję dowódcy pułku sprawował do 29 lutego 1932. Po zwolnieniu ze stanowiska dowódcy pułku został przeniesiony do dyspozycji szefa Departamentu Kawalerii Ministerstwa Spraw Wojskowych. Od grudnia 1932 był członkiem Oficerskiego Trybunału Orzekającego. Od 30 czerwca 1934 przeniesiony w stan spoczynku.
20 lipca 1944 został mianowany komendantem okręgu NSZ-AK nr 1 Warszawa-miasto. Po wybuchu powstania warszawskiego został dowódcą całości sił NSZ w powstaniu. Pod koniec walk otrzymał przydział do legii oficerskiej AK. Po kapitulacji trafił do niewoli niemieckiej (nr jeniecki 224839). Do Polski powrócił w 1946.
Pochowany na cmentarzu Powązkowskim w Warszawie (kwatera 50-3-28,29).

## Ordery i odznaczenia
- Krzyż Oficerski Orderu Odrodzenia Polski (pośmiertnie, 14 września 2010)[6]
- Krzyż Walecznych[2]
- Złoty Krzyż Zasługi (16 marca 1928)[7][2]
- Medal Pamiątkowy za Wojnę 1918–1921
- Medal Dziesięciolecia Odzyskanej Niepodległości
- Order Korony Rumunii (Rumunia)[2]
- Medal Pamiątkowy Wielkiej Wojny (Francja, 1931)[8]

## Życie prywatne
14 września 1920 roku w Warszawie zawarł związek małżeński ze Stanisławą Wandą Szlichert (zm. 1967). Mieli córkę Milenę (1927–2004), która też uczestniczyła w powstaniu warszawskim.